# Sylvan Springs, Alabama
Sylvan Springs là một thị trấn thuộc quận Jefferson, tiểu bang Alabama, Hoa Kỳ. Dân số năm 2009 là 1535 người, mật độ đạt 68 người/km².